# Richard J. Evans

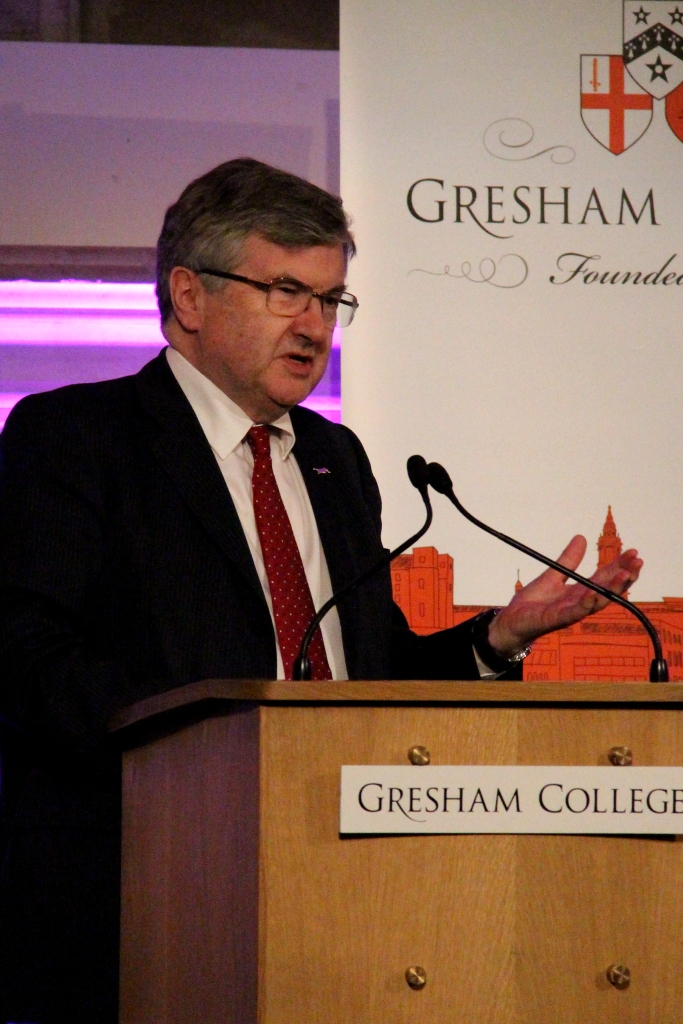
Richard J. Evans (2015)

Richard John Evans (29 de septiembre de 1947) es un historiador y profesor británico, especialmente conocido por su trilogía sobre la historia del Tercer Reich, editada en español por Península. Pertenece a la Universidad de Cambridge, en la que es «Regius Professor of Modern History», decano de la Facultad de Historia y presidente del Wolfson College.
Fue contratado como perito por la defensa de Deborah Lipstadt y la editora Penguin Books en el caso de Irving contra Lipstadt y otros.

## Trilogía sobre el Tercer Reich
- La llegada del Tercer Reich (Ed. Península, 2005)
- El Tercer Reich en el poder (Ed. Península, 2007)
- El Tercer Reich en guerra (Ed. Península, 2011)

## Obra posterior
- La lucha por el poder: Europa 1815-1914 (Ed. Crítica, 2017)
- Hitler y las teorías de la conspiración: El Tercer Reich y la imaginación paranoide (Ed. Crítica, 2021)